# Font-Châbles-Châtillon
Font-Châbles-Châtillon (toponimo francese) è stato un comune svizzero del Canton Friburgo, nel distretto di Estavayer.

## Storia
Il comune di Font-Châbles-Châtillon è stato soppresso nel 1801 con la sua divisione nei nuovi comuni di Bollion, Châbles, Châtillon e Font; il territorio di Bollion fu definito solo nel 1806.

## Amministrazione
Ogni famiglia originaria del luogo faceva parte di un unico comune patriziale, che aveva la responsabilità della manutenzione di ogni bene comune, fino alla sua divisione nel 1801 nei nuovi comuni patriziali, corrispondenti ai nuovi comuni politici.